# Anaspida
Os anáspidas ("sem escudo") eram agnatostomados que existiram durante os períodos Siluriano e Devoniano. Eles são classificados como antecessores das lampréias no sentido de que não possuíam um escudo protetor.